# Louis d'Orléans montrant sa maîtresse
Louis d'Orléans montrant sa maîtresse est un tableau peint par Eugène Delacroix en 1825 et 1826. Il met en scène le duc Louis Ier d'Orléans, son chambellan Albert Le Flamenc et Mariette d'Enghien, l'épouse de celui-ci et maîtresse du duc. L'anecdote trouve son inspiration dans un épisode de l'Histoire des ducs de Bourgogne de la maison de Valois de Prosper de Barante et de la Vie des dames galantes de Brantôme.
Le tableau est conservé au musée Thyssen-Bornemisza à Madrid. En 2014, il est prêté au Musée des beaux-arts de Lyon dans le cadre de l'exposition L'invention du Passé. Histoires de cœur et d'épée 1802-1850.

## Contexte de conception
Le tableau a été conçu à l'époque où Delacroix et le peintre anglais Richard Parkes Bonington vivaient un véritable compagnonnage artistique. Entre 1825 et 1828, les deux artistes s'échangeaient des croquis, procédés et idées, explorant l'étude des couleurs sur des toiles de petits formats.
Cette œuvre peut être rapprochée de la toile : Femme caressant un perroquet pour son caractère érotique ou de Charles VI et Odette de Champdivers pour l'origine de l'anecdote, probablement également empruntée à Barante.
Le sujet du tableau témoigne du goût contemporain pour les sujets littéraires. Il manifeste en particulier l'engouement de l'époque pour les écrits de Barante et de Brantôme. Delacroix n'a, cependant, pas suivi très longtemps cette mode légère. Rapidement, il s'est engagé vers des thèmes plus sombres et tragiques.

## Sujet historique
Le sujet du tableau peut se résumer à la malice du duc d'Orléans, décidé à s'amuser aux dépens de son ancien chambellan. Le duc lui fait apprécier les atours de sa maîtresse, ne lui révélant que son corps et cachant son visage. L'anecdote fit le tour de la cour, forçant le mari trompé à s'éloigner.
La réalité historique de l'évènement n'a cependant pas une grande importance pour le peintre. En effet, contrairement à d'autres œuvres, peintes pour le Salon, œuvres pour lesquelles le souci de véracité est essentiel, ici, ce petit format est clairement destiné à une délectation privée.

## Description
Le peintre n'a pas attaché une grande importance au décor où évoluent les personnages ; seul un dressoir, avec quelques éléments de vaisselle, est là pour évoquer un intérieur de la fin du Moyen Âge.
À l'inverse, il a accordé toute son attention aux couleurs, subtiles et proches de l'art vénitien et notamment des réalisations de Titien. L’œuvre est conçue pour dégager de l'érotisme, et clairement destinée à « un cabinet d'amateur, plaçant le spectateur dans la position du voyeur. L'anecdote n'est d'ailleurs pas sans rappeler l'histoire du roi de Lydie Candaule, rapportée par Plutarque et Hérodote, qui avait de même désiré révéler à son confident Gynès la nudité de son épouse ».
Cette toile ne peut pas être complètement rattachée au « genre anecdotique ». Certes, Delacroix se plonge pleinement dans la mouvance picturale du « genre historique », multipliant les études pour préparer des décors vraisemblables et étudiant les peintres du moment qui développent ce genre pictural. Mais si le thème et le format correspondent à ce courant, les traits stylistiques sont différents ; sous l'influence de Titien ou Rubens, qui sont les références essentielles de Delacroix.